# Циркуль
Ци́ркуль (в русский язык заимствовано в 1730-х годах через пол. cyrkuł и нем. Zirkel, от уменьш. лат. circulus — «кружок», от circus — «круг») — инструмент для черчения окружностей и дуг, также может быть использован для измерения расстояний, в частности, на картах. Может быть использован в геометрии, черчении, навигации и других целях.

## Описание
Циркуль делается из металла и состоит из двух частей, соединённых шарниром. Обычно на конце одной из них располагается игла, на конце другой — пишущий предмет, например, грифель карандаша, рейсфедер или специальный держатель для рапидографа. У измерительного циркуля иглы на обеих ножках. Примитивный циркуль делается из пластмассы.
Специальный набор, содержащий помимо циркуля дополнительные принадлежности (такие как сменные стержни, иглы) и инструменты (кронциркуль, измерительный циркуль, рейсфедер), а также футляр с соответствующими углублениями для них называется «готовальней».

## Варианты
- Кронциркуль:
  1. циркуль с изогнутыми ножками для измерения объёмных предметов. Разновидность кронкрумциркуль, для измерения очень мелких объёмных предметов (до 0,01 мм)[3].
  2. циркуль для черчения очень маленьких окружностей.
- Циркуль пропорциональный — предназначен для масштабирования по образцу, разметки, изготовления копий или моделей в масштабе, для деления отрезков прямой и окружностей на установленное число равных частей и дуг, а также для механического перевода размеров в необходимый масштаб.
- «Козья ножка» — вид циркуля, у которого нет пишущей части, а есть зажим для использования карандаша (ручки, пера). Обычно козья ножка существенно уступает профессиональному чертёжному циркулю по точности, но при этом надёжнее и дешевле, к тому же позволяет рисовать окружности не только карандашом, но и любым другим пишущим прибором (в том числе кистью, фломастером, мелом и даже стамеской).

Отдельный интерес представляют разновидности циркулей с круглым диском на шарнире вместо иглы, например, большие советские циркули для грифельных досок оснащались именно таким инструментом, что позволяло не портить чертёжную поверхность.

## Циркуль и линейка в геометрических построениях
Ещё в «Началах» Евклида циркуль и линейка были названы основными инструментами, применяемыми для построения геометрических объектов. При этом оба инструмента в геометрии рассматриваются как идеализированные. Так, геометрическая линейка имеет только одну сторону и не имеет делений для измерения величин, поэтому ею можно только проводить прямые линии, соединяющие две точки. Геометрический циркуль в «Началах» описан как «схлопывающийся», то есть не сохраняющий фиксированного расстояния при переносе ножек в другую точку. В первой книге «Начал» почти сразу после аксиом предложено доказать, что возможности такого циркуля достаточны для переноса данного отрезка в другое место чертежа.

## Любопытные факты
- Изображён на гербе ГДР, где символизирует интеллигенцию.
- Самые старые циркули были найдены в Древнем Риме. До XVIII века в циркулях не использовалось перо или что-то подобное, вместо этого круги процарапывались[4].

## Галерея
- Старый металлический циркуль
- Современные циркули
- Кронциркуль
- Циркуль для отслеживания строки
- Плоская ветка, гайка с поворотным крылом, ветвь карандашного рукава пишущего циркуля
- 6-дюймовые (15 см) разделители из кованой стали
- Один вид сектора
- Циркуль на гербе ГДР как символ единения рабочих с интеллигенцией
- Циркуль — это масонский символ, который появляется на ювелирных изделиях, таких как этот кулон
- «Пантократор». Библия Сент-Луиса, Бог-Сын с циркулем, как Творец вселенной